# Константинос Гологинас
Константинос Гологинас (на гръцки: Κωνσταντίνος Γκολογκίνας) е гръцки революционер, деец на гръцката въоръжена пропаганда в Македония.

## Биография
Гологинас е роден в западномакедонския град Костур, тогава в Османската империя. Включва се в гръцката въоръжена съпротива срещу ВМОРО и оглавява собствена чета, действаща в района на Костур и в Корещата.